# Ngô Bảo Châu
Ngô Bảo Châu (Hanói, 15 de novembro de 1972) é um matemático vietnamita, que atualmente trabalha no Instituto de Estudos Avançados de Princeton, Nova Jérsey. Possui nacionalidade vietnamita e francesa. Ngô Bao Chau é mais conhecido por provar o lema fundamental proposto por Robert Langlands e Diana Shelstad, uma conquista que foi escolhida pela revista Time como uma das dez maiores descobertas científicas de 2009.
Por seu trabalho, Ngô Bảo Châu foi premiado com o Clay Research Award em 2004. Se tornou o mais jovem professor no Vietnã em 2005. Em 2010 recebeu a Medalha Fields.
Com 15 anos de idade, foi aceito em uma classe de estudos especializados em matemática, na Universidade Nacional de Hanói. Participou da 29ª e 30ª Olimpíada Internacional de Matemática e se tornou o primeiro estudante vietnamita a ganhar duas medalhas de ouro nesse evento.